# 佐津車站

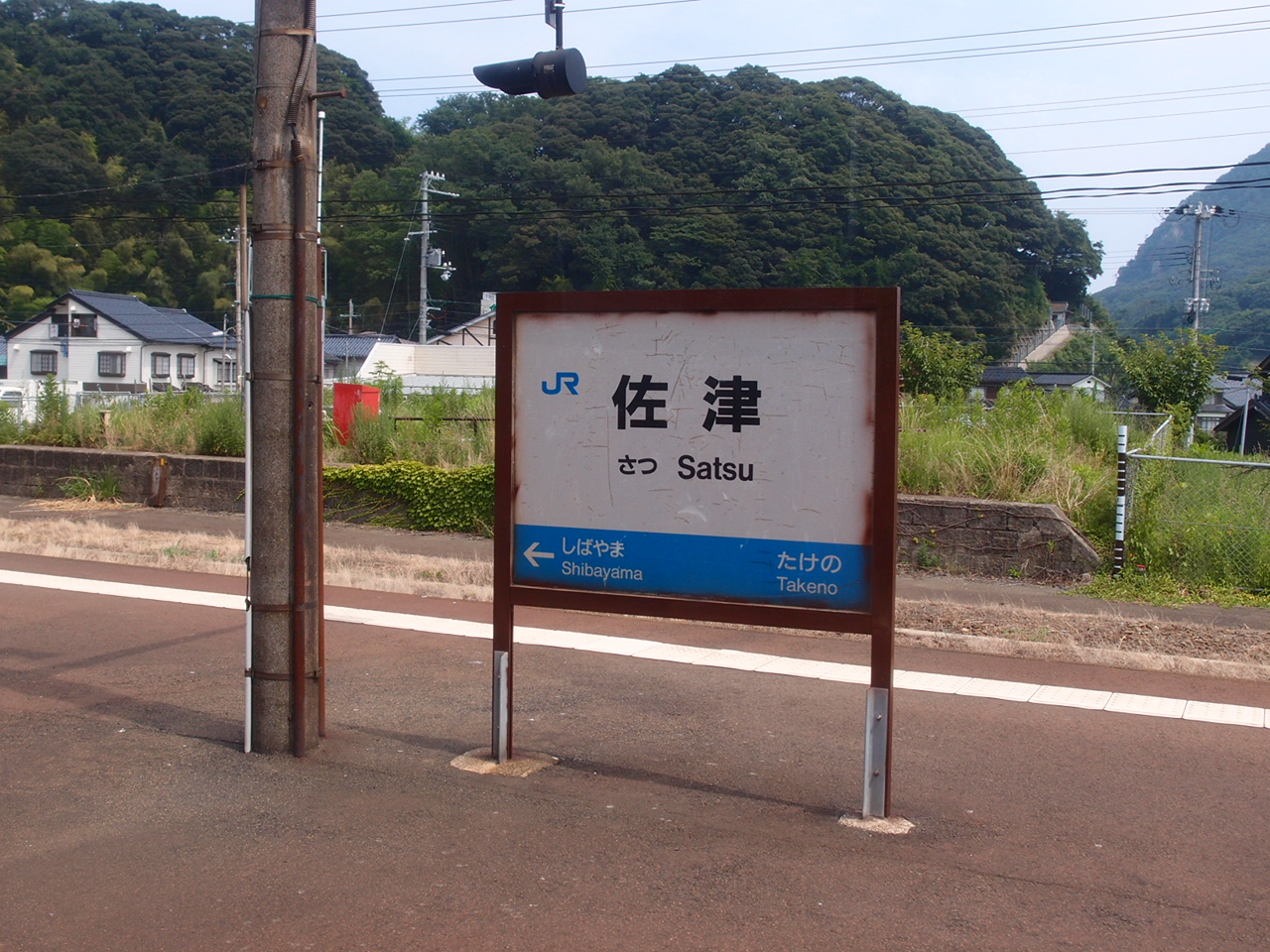
站牌（2012年7月）

佐津車站（日语：／ Satsu eki */?）是由西日本旅客鐵道（JR西日本）所經營的鐵路車站，位於日本兵庫縣美方郡香美町。本站是JR西日本山陰本線的無人車站，通常都只有普通列車會在此停靠，但在冬季的觀光季節有部分特急「城崎」的班次會在本站臨時停靠。
自本站往上行（竹野）方向3.4公里處設有相谷號誌站（相谷信号場）。另外在1985年至1996年之間，本站與竹野車站間曾經設有一夏季才啟用的臨時車站切濱海灘（きりはまビーチ駅，在1985年初次啟用時原名「切濱海水浴場車站」），但該站已因使用率偏低而於1996年時廢站。

## 車站結構
本站為島式月台1面2線，並且可進行列車交會的地面車站。站房與軌道北側的月台之間透過跨線天橋連絡。

### 月台配置
| 月台 | 路線     | 方向 | 目的地             |
| ---- | -------- | ---- | ------------------ |
| 1    | 山陰本線 | 上行 | 城崎溫泉、豐岡方向 |
| 2    | 山陰本線 | 下行 | 濱坂、鳥取方向     |

## 相鄰車站
西日本旅客鐵道
 山陰本線
■快速、■普通
竹野－佐津－柴山